# Abarema auriculata
Abarema auriculata és una espècie de llegum del gènere Abarema de la família Fabaceae.